# James Callaghan
Leonard James (Jim) Callaghan, Baron Callaghan van Cardiff (Portsmouth, Engeland, 27 maart 1912 – Ringmer, Engeland, 26 maart 2005) was een Brits politicus van de Labour Party en premier van het Verenigd Koninkrijk van 1976 tot 1979. Hij was de enige Britse politicus die alle vier Great Offices of State hield: minister van Financiën (1964-1967), minister van Binnenlandse Zaken (1967-1970), minister van Buitenlandse Zaken (1974-1976), en premier (1976-1979).

## Levensloop
Callaghan werd beroepshalve belastingambtenaar en streed tijdens de Tweede Wereldoorlog als vrijwilliger bij de Britse marine. In april 1944 werd hij bevorderd tot luitenant.
Van 1945 tot 1987 zetelde hij voor de Labour Party in het House of Commons. In de regering van Clement Attlee werd hij daarna van 1947 tot 1950 parlementair secretaris van het ministerie van Transport en van 1950 tot 1951 parlementair en financieel secretaris van de Admiraliteit.
Na 13 jaar in de oppositie werd Callaghan van 1964 tot 1967 minister van Financiën in de regering van Harold Wilson en daarna was hij van 1967 tot 1970 minister van Binnenlandse Zaken. Vervolgens was hij van 1974 tot 1976 minister van Buitenlandse Zaken. Hij is de enige politicus in de Britse geschiedenis die deze drie ministerschappen en het premierschap bekleedde.
In april 1976 volgde hij Harold Wilson, die om gezondheidsproblemen ontslag nam, op als premier van Groot-Brittannië. Onder het premierschap van Callaghan kende het Verenigd Koninkrijk een hoge inflatie en werkloosheid. Labour regeerde niet in een officiële coalitie, maar had wel een akkoord met de Liberal Party gesloten, waarbij de liberalen de regering steunden. Dit stond bekend als het zogenaamde LibLab pact, dat uiteindelijk in 1979 ten val zou komen, nadat oppositieleidster Margaret Thatcher een motie van wantrouwen met een meerderheid van één stem won, waardoor Callaghan gedwongen was om een verkiezing uit te schrijven. De rechtstreekse oorzaak was het feit dat Labour-parlementslid Alfred Broughton uit Yorkshire terminaal ziek was en geen kracht meer had om nog mee te stemmen, ofschoon men hem bij eerdere stemmingen nog met een ziekenwagen naar Westminster had weten te vervoeren. Er waren zodoende 310 stemmen vóór de regering en 311 tegen. Walter Harrison, deputy Chief Whip voor de Labour Party, deed vervolgens een beroep op Bernard Weatherill van de Conservative Party om zich aan het gebruik te houden dat bij afwezigheid van een lid van de ene partij een lid van de andere partij (zijn 'pair') zich van stemming zal onthouden. Dit zou een gelijke stand betekenen, waardoor de Speaker de beslissende stem zou moeten uitbrengen, die volgens een ongeschreven afspraak in het voordeel van de regering zou zijn geweest. Weatherill betwistte dat hij een 'pair' had, maar beloofde zich aan zijn woord te houden en niet te stemmen. Harrison zou daarop hebben gezegd dat hij dit niet van hem kon vragen, met als gevolg dat Weatherill toch zijn stem voor de motie van wantrouwen uitbracht en de regering viel.
Callaghan werd door de conservatieve tabloid The Sun aangevallen, nadat hij van een buitenlandse missie terugkwam en de problemen in Groot-Brittannië relativeerde. Daarop publiceerde de krant de titel: „Crisis? What Crisis?“, een uitspraak die verkeerdelijk aan Callaghan zelf wordt toegeschreven. Gemeenzaam werd hij ook wel Sunny Jim genoemd.
Bij de verkiezingen van 1979 wonnen de conservatieven, waardoor Callaghan in mei 1979 ontslag moest nemen als premier. Vervolgens was hij van 1979 tot 1980 leider van de oppositie, waarna hij ontslag nam als partijleider van Labour.
In 1987 verliet hij de actieve politiek, waarna hij in de adel werd verheven. Hierdoor zetelde hij tot aan zijn dood in 2005 in het Hogerhuis. Elf dagen na de dood van zijn vrouw Audrey overleed Callaghan, op de avond voor zijn 93ste verjaardag.
Walpole · 
Compton · 
Pelham · 
Pelham-Holles · 
Cavendish · 
Stuart · 
G. Grenville · 
Charles Watson-Wentworth · 
Pitt de Oudere · 
FitzRoy · 
North · 
Petty · 
Cavendish-Bentinck · 
Pitt de Jongere · 
Addington · 
W.W. Grenville · 
Perceval · 
Jenkinson · 
Canning · 
Robinson · 
Wellesley · 
Grey · 
Lamb · 
Peel · 
Russell · 
Smith-Stanley · 
Hamilton-Gordon · 
Temple · 
Disraeli · 
Gladstone · 
Gascoyne-Cecil · 
Primrose · 
Balfour · 
Campbell-Bannerman · 
Asquith · 
Lloyd George · 
Law · 
Baldwin · 
MacDonald · 
Chamberlain · 
Churchill · 
Attlee · 
Eden · 
Macmillan · 
Douglas-Home · 
Wilson · 
Heath · 
Callaghan · 
Thatcher · 
Major · 
Blair · 
Brown · 
Cameron · 
May · 
Johnson · 
Truss ·
Sunak ·
Starmer
- Bibliothèque nationale de France: cb12404951g (data)
- Gemeinsame Normdatei: 118885057
- International Standard Name Identifier: 0000 0001 2144 6923
- Library of Congress Control Number: n50032175
- National Archives and Records Administration: 10582582
- Nationale bibliotheek van Australië: 35024919
- Nationale Bibliotheek van Israël: 987007259320805171
- Nederlandse Thesaurus van Auteursnamen: 072795735
- LIBRIS: 180909
- SNAC: w61r8050
- Système universitaire de documentation: 033153981
- Trove: 798700
- Union List of Artist Names: 500260655
- Virtual International Authority File: 97716271
- WorldCat: E39PBJjXjdbyrCyFWHdx6ybw4q